# Monts Ruffiens
Les monts Ruffiens sont un massif montagneux italien faisant partie de la chaîne des Apennins à l'est de Rome. Ils sont orientés dans un axe nord-ouest/sud-est et sont séparés des monts Lucrétiliens au nord par l'Aniene, des monts Tiburtins à l'ouest par la rivière Fiumicino, des monts Prénestiens au sud-ouest par les rivières Fiumicino et Sacco, des monts Simbruins à l'est par la vallée de l'Aniene, et des monts Herniques au sud-est. Ils couvrent les communes de Saracinesco, Marano Equo, Canterano, Rocca Canterano, Gerano, Rocca Santo Stefano, Bellegra, Roiate, et Serrone.

## Principaux sommets
- Mont Costasole à 1 253 m
- Mont Macchia à 1 135 m
- Forca Travella à 1 085 m

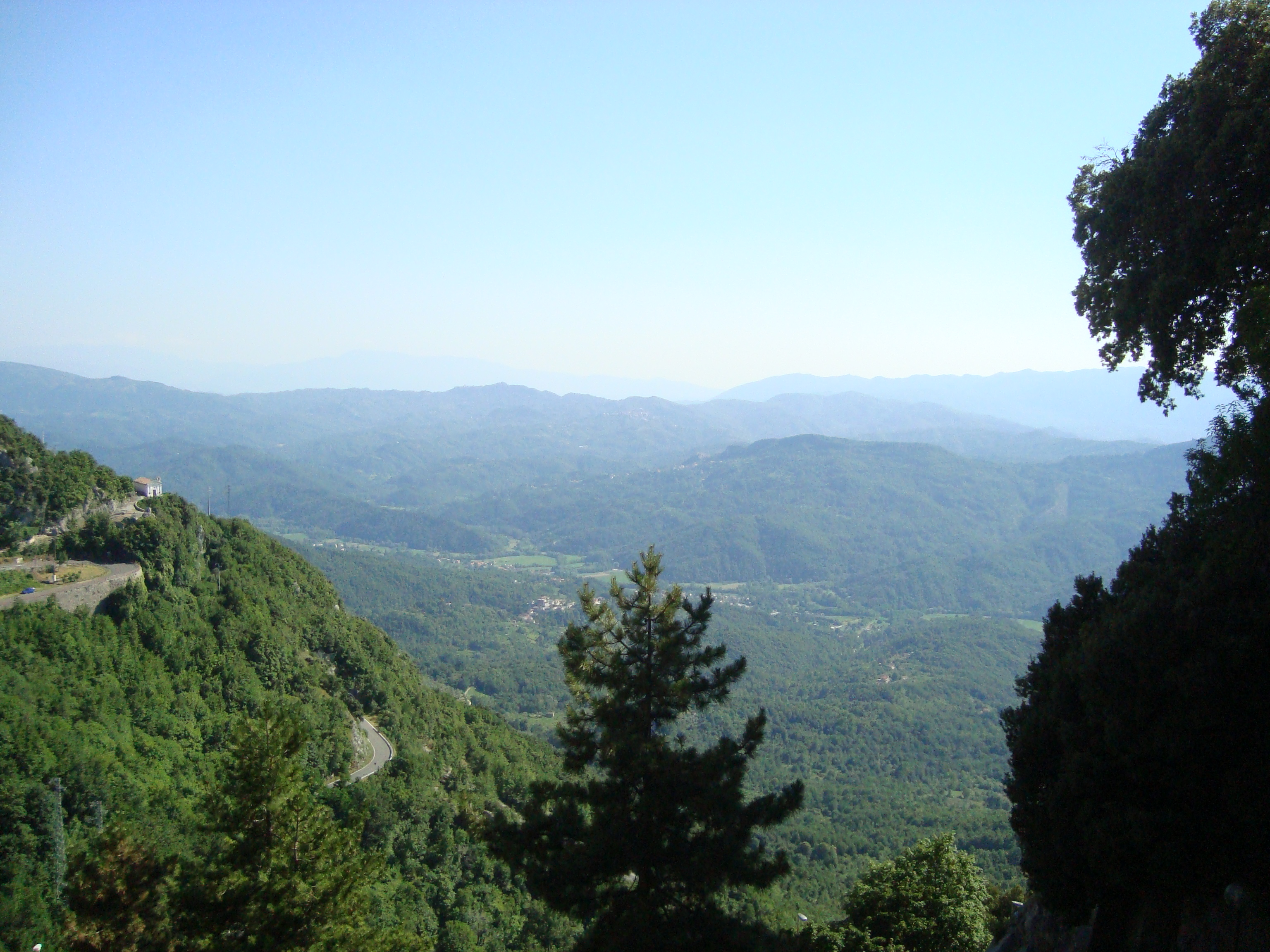
Les monts Ruffiens vus depuis Cervara di Roma.